# Xylotrupes striatopunctatus
Xylotrupes striatopunctatus är en skalbaggsart som beskrevs av Silvestre 2003. Xylotrupes striatopunctatus ingår i släktet Xylotrupes och familjen Dynastidae. Inga underarter finns listade i Catalogue of Life.